# Изгубена Станка
„Изгубена Станка“ е първата повест на Илия Блъсков. Издадена е през 1866 година в Болград от името на бащата на Илия Блъсков – Рашко Блъсков.

## Творческа история
В написването на повестта активно участие като редактор заема Добри Войников. В първите две издания на повестта като автор е посочен Рашко Блъсков – бащата на Илия Блъсков. Едва третото издание излиза с името на същинския си автор. До края на 19 век повестта е издадена общо пет пъти (през 1866, 1867, 1882, 1885 и 1897 година). Първото издание на „Изгубена Станка“ е с подзаглавие „Истинско събитие из Руско-турската война“, в следващите издания подзаглавието се променя на „Повест съвременна“ и „Разказ из българските теглила по Кримската война“. Първото издание се разпространява главно в Румъния и Бесарабия. През 1870 г. повестта е драматизирана от Богдан Манчев и поставена на сцена в Болград (на 20 юли 1870 г.) и Букурещ.

## Сюжет и композиция
Повестта „Изгубена Станка“ е първото произведение в българската литература с предимно селска тематика. Повестта съдържа двайсет глави и заключение. За сюжетът на „Изгубена Станка“, авторът се вдъхновява от заобикалящата го действителност. Творбата добре пресъздава българския бит от онова време. Сюжетът е изграден е върху вече познатия за българската литература мотив „нещастна фамилия“. В повестта са изобразени страданията на българския народ по време на Кримската война.